# Annamária Vicsek
Annamária Vicsek (maďarsky Vicsek Annamária, srbsky Анамарија Вичек; * 9. února 1973, Subotica) je maďarsko–srbská pedagožka a pravicová politička maďarské národnosti. Mezi lety 2014 až 2016 a v roce 2020 byla poslankyní Národního shromáždění Srbska za Svaz vojvodinských Maďarů. V maďarských volbách do Evropského parlamentu v červnu 2024 byla za stranu Fidesz – Maďarská občanská unie zvolena europoslankyní s mandátem do roku 2029 a zasedá ve frakci Patrioti pro Evropu (P4E).

## Biografie
Narodila se v roce 1973 do maďarské rodiny ve městě Subotica (maďarsky Szabadka) v tehdejší SAO Vojvodina v Socialistické federativní republice Jugoslávie (SFRJ). Absolvovala střední školu v Novém Sadu a následně studovala na Univerzitě Loránda Eötvöse v Budapešti. V roce 2008 získala pedagogický diplom na Univerzitě v Novém Sadu.

### Politická kariéra
Ve volbách do Evropského parlamentu v roce 2024 kandidovala na 8. místě kandidátní listiny pravicové koalice Fidesz–KDNP jako kandidátka za vojvodinské Maďary. Byla zvolena europoslankyní s mandátem do roku 2029.

## Soukromý život
Je vdaná, má dva syny.
Hovoří anglicky, maďarsky, německy a srbsky.
Je držitelkou maďarského a srbského státního občanství, což je zcela běžná praxe u příslušníků maďarské menšiny v srbské Vojvodině.